# Joe Pass
Joe Pass, rodným jménem Joseph Anthony Jacobi Passalacqua (13. ledna 1929 New Brunswick, New Jersey – 23. května 1994 Los Angeles, Kalifornie) byl americký jazzový kytarista. Vynikal rozsáhlým využitím herní techniky zvané walking-bass spojené akordickým způsobem hry melodie. Měl vynikající znalost akordových průběhů.

## Životopis
Narodil se ve městě New Brunswick ve státě New Jersey. Narodil se do nehudební rodiny, jeho otec Mariano Passalacqua pracoval v ocelárně jako dělník. Jako dítě spatřil portrét herce Gene Autry coby kovboje hrajícího na kytaru a právě díky tomuto začal hrát na kytaru. První kytaru dostal v devíti letech (model Harmony v ceně 17 dolarů). Otec brzy rozpoznal jeho talent a neustále ho podporoval v další hře.
Již ve 14. letech začal koncertovat a hrál s kapelou Fronted (Tony Pastor a Charlie Barnet), kde nadále rozšiřoval a zdokonaloval své hudební dovednosti. Později začal cestovat s menšími jazzovými skupinami až se nakonec přestěhoval z Pensylvánie do New Yorku. V roce 1950 se stal obětí drog a hodně utrácel. Z drogové závislosti ho vyléčil až pobyt na rehabilitačním programu v Synanon Center. Během této terapie neustále hrál na kytaru a dále prohluboval své dovednosti. Po patnácti měsících v Synanon (roku 1961) nahrál společně s Arnoldem Rossem album s názvem Sounds of Synanon. Během celého léčebného pobytu v Synanon Center Pass neměl svou kytaru a využíval nástroj Fender, který byl vlastnictvím Synanon Center.

## Kariéra
Během roku 1960 nahrál sérii alb pro vydavatelství Pacific Jazz Records, včetně rané Catch Me, 12-String Guitar, For Django a Simplicity.
V roce 1963 Pass obdržel cenu New Star Award udělovanou časopisem Downbeat. Na začátku sedmdesátých let zahájil spolupráci s Herbem Ellisem se kterým pravidelně vystupovali v jazzovém klubu Donte v Los Angeles. Vyvrcholení této spolupráce bylo nahrávání společného alba Jazz/Concord (#CJS-1) v novém vydavatelství Concord Jazz. Společně s Passem a Ellisem na tomto albu spolupracovali basista Ray Brown a bubeník Jake Hanna.
Věnoval se také vzdělávací činnosti a vydal několik učebnic kytarové improvizace pro studenty jazzu (psané Billem Thrasherem).
V roce 1974 vydal své sólové album Virtuoso a to nově pod vydavatelstvím Pablo Records. Také v roce 1974 pokračoval v tomto vydavatelství s novým albem The Trio featuring Pass (Joe Pass, Oscar Peterson, Niels-Henning Ørsted Pedersen). Roku 1975 získává Trio cenu Grammy, jako nejlepší jazzová skupina.
Stejně často jako nahrával pro společnost Pablo Records, spolupracoval s Benny Carterem, Milt Jacksonem, Herbem Ellisem, Zoot Simsem, Duke Ellingtonem, Dizzy Gillespiem, Ellou Fitzgerald, Countem Basiem a spoustou dalších.
S Ellou Fitzgerald nahrál celkem čtyři alba a všechny pod hlavičkou Pablo Records: Take Love Easy (1973), Fitzgerald and Pass... Again (1976), Speak Love (1983), Easy Living (1986).
Joe Pass zemřel na rakovinu jater v Los Angeles ve státě Kalifornie ve věku 65 let.

## Vybavení

### kytary
- Gibson ES-175 – Hlavní nástroj, který dostal poprvé v roce 1963 od Mike Peakse.
- D'Aquisto – Od roku 1970 hrál na Signature model Joe Pass.
- Fender Jaguar – Na tuto kytaru hrál pouze během pobytu v Synanon Center v Kalifornii.
- Ibanez Joe Pass – Používal ji v letech 1980–1990 na ni na základě smlouvy s firmou Ibanez.
- Gibson L-5
- Gibson Super 400

### Aparatura
- kombo Polytone Mini-Brute (110W, repro 12")

## Diskografie

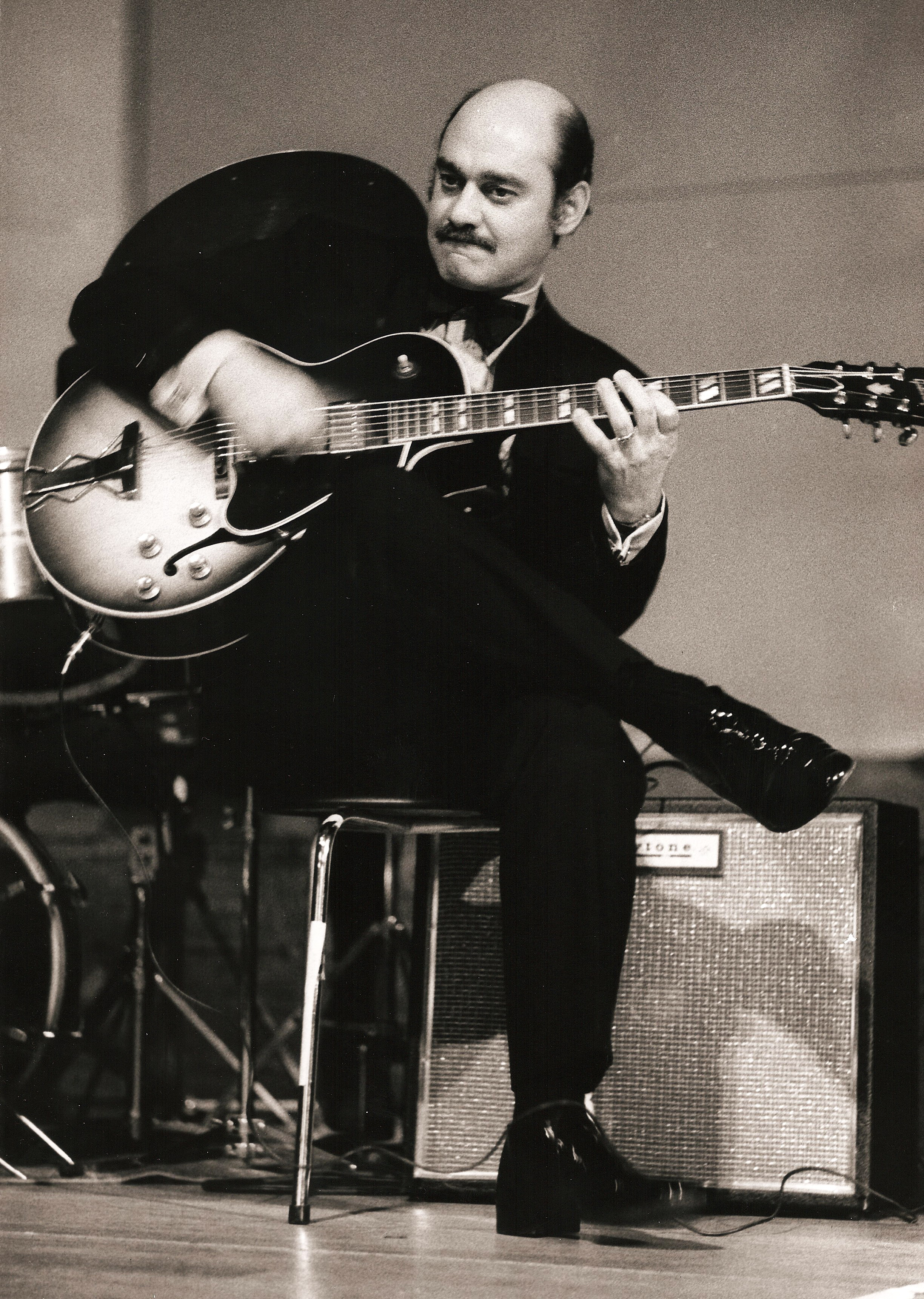
Joe Pass na koncertě v roce 1974

| Rok  | Album                                                    | Poznámky                                                           | Vydavatelství    |
| ---- | -------------------------------------------------------- | ------------------------------------------------------------------ | ---------------- |
| 1961 | Sounds of Synanon                                        | Arnold Ross, Dave Allan                                            | Pacific Jazz     |
| 1962 | Somethin' Special                                        | Les McCann                                                         | Pacific Jazz     |
| 1962 | On Time                                                  | orchestr Geralda Wilsona                                           | Pacific Jazz     |
| 1962 | Moment of Truth                                          | orchestr Geralda Wilsona                                           | Pacific Jazz     |
| 1962 | Chet Baker Sings                                         | Chet Baker, Russ Freeman (1954, 1956)                              | Pacific Jazz     |
| 1962 | Brassamba!                                               | Bud Shank                                                          | Pacific Jazz     |
| 1963 | Catch Me!                                                | klavírista Clare Fischer, basista Ralph Pena, bubeník Larry Bunker | Pacific Jazz     |
| 1963 | Jazz as I Feel It                                        | Les McCann                                                         | Pacific Jazz     |
| 1963 | Portraits                                                | orchestr Geralda Wilsona                                           | Pacific Jazz     |
| 1963 | Folk 'n' Flute                                           | Bud Shank                                                          | Pacific Jazz     |
| 1964 | Joy Spring                                               |                                                                    | Blue Note        |
| 1964 | For Django                                               | Joe Pass Quartet (John Pisano, Jim Hughart, Colin Bailey)          | Pacific Jazz     |
| 1965 | On Stage                                                 | orchestr Geralda Wilsona                                           | Pacific Jazz     |
| 1965 | The Stones Jazz                                          |                                                                    | World Pacific    |
| 1966 | A Sign of the Times                                      |                                                                    | World Pacific    |
| 1967 | Simplicity                                               | Joe Pass Quartet (Clare Fischer)                                   | Pacific Jazz     |
| 1969 | Guitar Interludes                                        |                                                                    | Discovery        |
| 1970 | Intercontinental                                         | Eberhard Weber, Kenny Clare                                        | MPS              |
| 1973 | Jazz/Concord                                             | Herb Ellis, Ray Brown, Jake Hanna                                  | Concord Jazz     |
| 1973 | Virtuoso                                                 |                                                                    | Pablo            |
| 1973 | The Trio                                                 | Oscar Peterson                                                     | Pablo            |
| 1973 | Take Love Easy                                           | Ella Fitzgerald                                                    | Pablo            |
| 1973 | Live at Carnegie Hall                                    | Ella Fitzgerald                                                    | Columbia         |
| 1973 | Seven, Come Eleven                                       | Herb Ellis, Ray Brown, Jake Hanna                                  | Concord Jazz     |
| 1974 | Fine and Mellow                                          | Ella Fitzgerald                                                    | Pablo            |
| 1974 | Ella in London                                           | Ella Fitzgerald                                                    | Pablo            |
| 1974 | Two for the Road                                         | Herb Ellis                                                         | Pablo            |
| 1974 | The Good Life                                            | Oscar Peterson, Niels-Henning Ørsted Pedersen                      | Pablo            |
| 1974 | Portraits of Duke Ellington                              |                                                                    | Pablo            |
| 1974 | The Giants                                               | Oscar Peterson, Ray Brown                                          | Pablo            |
| 1974 | Live at Donte's                                          | The Joe Pass Trio                                                  | Pablo            |
| 1975 | Oscar Peterson et Joe Pass à Salle Pleyel                | Oscar Peterson                                                     | Pablo            |
| 1975 | The Oscar Peterson Big 6 at Montreux                     | Oscar Peterson                                                     | Pablo            |
| 1975 | Zoot Sims And The Gershwin Brothers                      | Zoot Sims, Oscar Peterson, Grady Tate, George Mraz                 | Pablo            |
| 1975 | Joe Pass at the Montreux Jazz Festival 1975              |                                                                    | Pablo            |
| 1975 | The Big 3                                                | Milt Jackson, Ray Brown                                            | Pablo            |
| 1976 | Virtuoso No. 2                                           |                                                                    | Pablo            |
| 1976 | Fitzgerald and Pass... Again                             | Ella Fitzgerald                                                    | Pablo            |
| 1976 | Porgy and Bess                                           | Oscar Peterson                                                     | Pablo            |
| 1977 | Virtuoso No. 3                                           |                                                                    | Pablo            |
| 1977 | Montreux '77 - Live                                      |                                                                    | Pablo            |
| 1977 | Quadrant                                                 | Milt Jackson, Ray Brown, Mickey Roker                              | Pablo            |
| 1978 | The Paris Concert                                        | Oscar Peterson, Niels-Henning Ørsted Pedersen                      | Pablo            |
| 1978 | Chops                                                    | Niels-Henning Ørsted Pedersen                                      | Pablo            |
| 1978 | Tudo Bem!                                                | Paulinho Da Costa                                                  | Pablo            |
| 1979 | I Remember Charlie Parker                                |                                                                    | Pablo            |
| 1979 | Digital III at Montreux                                  | Niels-Henning Ørsted Pedersen                                      | Pablo            |
| 1979 | Night Child                                              | Oscar Peterson                                                     | Pablo            |
| 1979 | Skol                                                     | Oscar Peterson, Stéphane Grappelli                                 | Pablo            |
| 1979 | Northsea Nights                                          | Niels-Henning Ørsted Pedersen                                      | Pablo            |
| 1981 | Checkmate                                                | Jimmy Rowles                                                       | Pablo            |
| 1981 | Ella Abraca Jobim                                        | Ella Fitzgerald                                                    | Pablo            |
| 1981 | George, Ira and Joe                                      | John Pisano, Jim Hughart, Shelly Manne                             | Pablo            |
| 1982 | The Best Is Yet to Come                                  | Ella Fitzgerald                                                    | Pablo            |
| 1982 | Eximious                                                 | Niels-Henning Ørsted Pedersen                                      | Pablo            |
| 1982 | Face to Face                                             | Oscar Peterson, Niels-Henning Ørsted Pedersen, Freddie Hubbard     | Pablo            |
| 1983 | Virtuoso No. 4                                           |                                                                    | Pablo            |
| 1983 | Speak Love                                               | Ella Fitzgerald                                                    | Pablo            |
| 1983 | We'll Be Together Again                                  | J. J. Johnson                                                      | Pablo            |
| 1983 | A Tribute to My Friends                                  | Oscar Peterson, Niels-Henning Ørsted Pedersen, Martin Drew         | Pablo            |
| 1983 | If You Could See Me Now                                  | Oscar Peterson, Niels-Henning Ørsted Pedersen, Martin Drew         | Pablo            |
| 1984 | Live at Long Beach City College                          | reissued as Blues Dues                                             | Pablo            |
| 1985 | Whitestone                                               |                                                                    | Pablo            |
| 1985 | University of Akron Concert                              |                                                                    | Pablo            |
| 1986 | Easy Living                                              | Ella Fitzgerald                                                    | Pablo            |
| 1986 | Gee Baby 'Aint I Good To You                             | Ella Fitzgerald                                                    | Pablo            |
| 1986 | Oscar Peterson Live!                                     |                                                                    | Pablo            |
| 1986 | Time After Time                                          |                                                                    | Pablo            |
| 1986 | Oscar Peterson + Harry Edison + Eddie "Cleanhead" Vinson |                                                                    |                  |
| 1986 | Benny Carter Meets Oscar Peterson                        | Benny Carter                                                       | Verve            |
| 1987 | Sound Project                                            | Tommy Gumina Trio                                                  | Polytone         |
| 1988 | Blues for Fred                                           |                                                                    | Pablo            |
| 1988 | One for My Baby                                          |                                                                    | Pablo            |
| 1989 | After Hours                                              | Andre Previn, Ray Brown                                            | Telarc           |
| 1989 | Autumn Leaves                                            | Tommy Gumina Trio                                                  | ALCR             |
| 1989 | Summer Nights                                            | John Pisano                                                        | Pablo            |
| 1990 | Appassionato                                             | John Pisano                                                        | Pablo            |
| 1991 | Duets                                                    | John Pisano                                                        | Pablo            |
| 1991 | Virtuoso Live!                                           |                                                                    | Pablo            |
| 1991 | What's New                                               |                                                                    | BPCD             |
| 1992 | Live at Yoshi's                                          | John Pisano                                                        | Pablo            |
| 1992 | Joe Pass in Hamburg                                      |                                                                    | ACT              |
| 1993 | My Song                                                  | John Pisano                                                        | Telarc           |
| 1994 | Songs for Ellen                                          |                                                                    | Pablo            |
| 1994 | Roy Clark & Joe Pass Play Hank Williams                  | Roy Clark                                                          | Buster Ann Music |
| 1998 | Joe's Blues                                              | Herb Ellis                                                         | LaserLight       |
| 1998 | Unforgettable                                            |                                                                    | Pablo            |
| 2000 | Resonance                                                | Recorded in 1974                                                   | Pablo            |
| 2001 | Sophisticated Lady                                       | Ella Fitzgerald, recorded in 1975 & 1983                           | Pablo            |
| 2001 | What Is There to Say                                     | Recorded in 1991                                                   | Pablo            |
| 2002 | Meditation: Solo Guitar                                  |                                                                    | Pablo            |
| 2004 | Virtuoso in New York                                     | recorded in 1975                                                   | Pablo            |